# خواب‌های دنباله‌دار
خواب‌های دنباله‌دار نام فیلم برای کودکان محصول سال ۱۳۸۸ به کارگردانی پوران درخشنده است. پانته‌آ بهرام، علی‌رضا خمسه، مهران احمدی، فرشته صدرعرفایی از بازیگران آن هستند.

## داستان فیلم
داستان این فیلم در مورد دختری است به نام ریحانه( آرمیتا مرادی )که می خواست فردا امتحان بدهد. شب در خواب می بیند که معلمشان تصادف می‌کند. او از خواب می پرد و روز بعد موقع امتحان معلمشان خانم همتی سر کلاس نیامد و ریحانه ناراحت پیش خانم مدیر می‌رود و قضیه خواب با جزئیات کامل را می گوید و آن‌ها وقتی با خانه میترا همتی تماس میگیرند معلوم می‌شود که همه جریانات درست است. ولی اثری از خانم همتی پیدا نمی‌کنند ولی وقتی دوباره ریحانه به خواب می‌رود دوباره ادامه خواب را می بیند که خانم همتی تصادف نکرده ولی با پیرزنی برخورد می‌کند و پای پیرزن مجروح می‌شود و مجبور می‌شود که وسایل پیرزن را به همراهش تا خانه‌شان ببرد. پیرزن در آپارتمانی زندگی می‌کرد که نگهبان آن دختری داشت که ناقص بود و مدرسه خانم همتی آن را قبول نمی‌کرد و آن دختر را بیرون کرده بودند. دختر از آن‌ها خیلی ناراحت بود. موقعی که خانم همتی وسایل پیرزن را تحویل داد و خواست برگردد آن پله‌های سقوط می‌کند و به طبقه همکف می افتد و بیهوش می‌شود و آن دختر ناقص او را می برد و می بینند. از طرفی ریحانه با پلیس همکاری می‌کرد و به خواب می رفت و از ادامه ماجرا با خبر می شد. در پایان خانم همتی که دید دختر آن را بسته و بسیار از آن‌ها ناراحت است وقتی دختر او را آزاد کرد او برگشت و به دختر درس داد.

## بازیگران
| بازیگر            | نقش           |
| ----------------- | ------------- |
| فرشته صدرعرفایی   | خانم همتی     |
| پانته‌آ بهرام      | خانم احمدی    |
| علیرضا خمسه       | سرگرد کلانتری |
| مهران احمدی       | دایی محسن     |
| عزت الله رمضانی‌فر | پدربزرگ الناز |
| پروین میکده       | پیرزن         |
| فرخنده فرمانی‌زاده | مدیر مدرسه    |
| زیبا هاشمی        | الناز         |
| آرمیتا مرادی      | ریحانه        |
| کیمیا کرمانیان    | سمیرا         |
| آرشام طالبی       | برادر ریحانه  |

## افتخارات
- نامزد دریافت سیمرغ بلورین بهترین عکس صحنه بیست و نهمین جشنواره فیلم فجر
- تقدیر هیئت داوران از جواد جلالی در بخش بهترین عکس صحنه بیست و نهمین جشنواره فیلم فجر[۱]
- پروانه زرین بهترین عکس فیلم به جواد جلالی در بیست و پنجمین جشنواره بین‌المللی فیلم‌های کودکان و نوجوانان[۲]